# Liste der Biografien/Shr
Liste der Biografien |
Portal Biografien |
Personensuche
# |
A |
B |
C |
D |
E |
F |
G |
H |
I |
J |
K |
L |
M |
N |
O |
P |
Q |
R |
S |
T |
U |
V |
W |
X |
Y |
Z |
?
 
Sa |
Sb |
Sc |
Sd |
Se |
Sf |
Sg |
Sh |
Si |
Sj |
Sk |
Sl |
Sm |
Sn |
So |
Sp |
Sq |
Sr |
Ss |
St |
Su |
Sv |
Sw |
Sy |
Sz
 
Sha |
Shc |
She |
Shh |
Shi |
Shk |
Shl |
Shm |
Shn |
Sho |
Shp |
Shr |
Sht |
Shu |
Shv |
Shw |
Shy
Die Liste der Biografien führt alle Personen auf, die in der deutschsprachigen Wikipedia einen Artikel haben. Dieses ist eine Teilliste mit 58 Einträgen von Personen, deren Namen mit den Buchstaben „Shr“ beginnt.

## Shr

### Shra
- Shrader, Dana (* 1956), US-amerikanische Schwimmerin
- Shrader, John, US-amerikanischer Sportkommentator
- Shraibman, Yechiel (1913–2005), jiddischer Autor
- Shraiman, Boris, US-amerikanischer Physiker
- Shrapnel, Henry (1761–1842), britischer Offizier und Erfinder
- Shrapnel, John (1942–2020), britischer SchauspielerJohn Shrapnel (1942–2020)

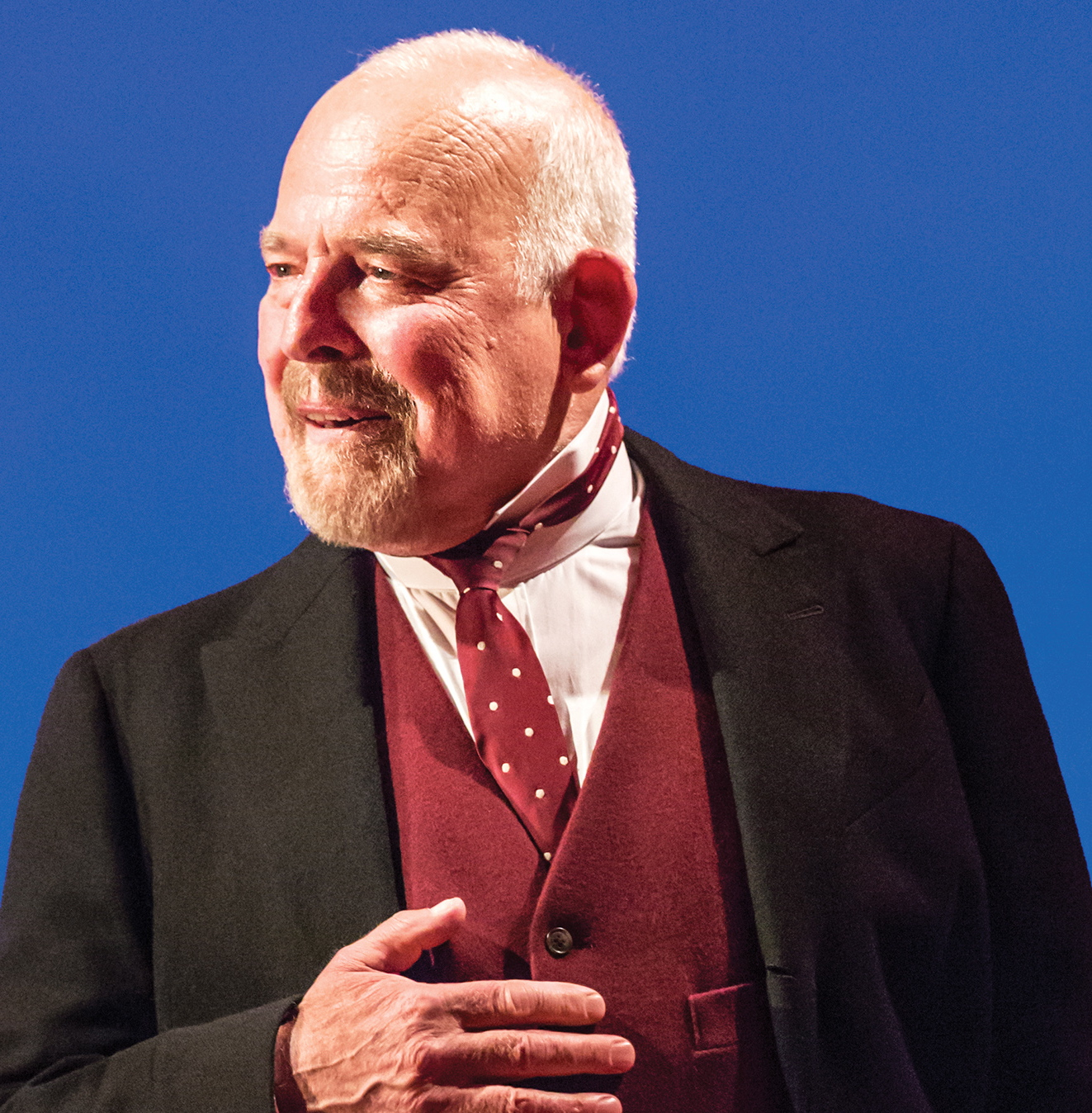
John Shrapnel (1942–2020)

- Shrapnel, Lex (* 1979), britischer Schauspieler
- Shraya, Vivek (* 1981), kanadische Musikerin, Schriftstellerin und Hochschullehrerin

### Shre
- Shree, Geetanjali (* 1957), indische Schriftstellerin und Historikerin
- Shreli, Nickola (* 1981), US-amerikanischer Schauspieler
- Shrestha, Bikash (* 1986), nepalesischer Badmintonspieler
- Shrestha, Gyanu, nepalesischer Fußballschiedsrichter
- Shrestha, Jagjit (* 1993), nepalesischer Fußballspieler
- Shrestha, Marich Man Singh (1942–2013), nepalesischer Politiker
- Shrestha, Santoshi (* 1993), nepalesischer Langstreckenläufer
- Shrestha, Sichhya (* 1997), nepalesische Badmintonspielerin
- Shrestha, Sujana (* 1988), nepalesische Badmintonspielerin
- Shreve, Anita (1946–2018), US-amerikanische Schriftstellerin
- Shreve, Benjamin (1908–1985), US-amerikanischer Amateur-Herpetologe und Juwelier
- Shreve, Gregory M. (* 1950), US-amerikanischer Übersetzungswissenschaftler
- Shreve, Herb (1933–2011), US-amerikanischer baptistischer Pastor, Gründer der CMA
- Shreve, Jefferson (* 1965), US-amerikanischer Unternehmer und Politiker der Republikanischen Partei
- Shreve, Milton William (1858–1939), US-amerikanischer Politiker
- Shrewsbury, Arthur (1856–1903), englischer Cricketspieler
- Shrewsbury, Richard of, 1. Duke of York (* 1473), englischer Prinz und Peer
- Shrewsbury, William (1795–1866), britischer methodistischer Missionar und Abolitionist

### Shri
- Shri Singha, buddhistischer Meister
- Shriane, Elliott (* 1987), australischer Shorttracker
- Shrieve, Michael (* 1949), US-amerikanischer Schlagzeuger, Perkussionist, Produzent und KomponistMichael Shrieve (* 1949)

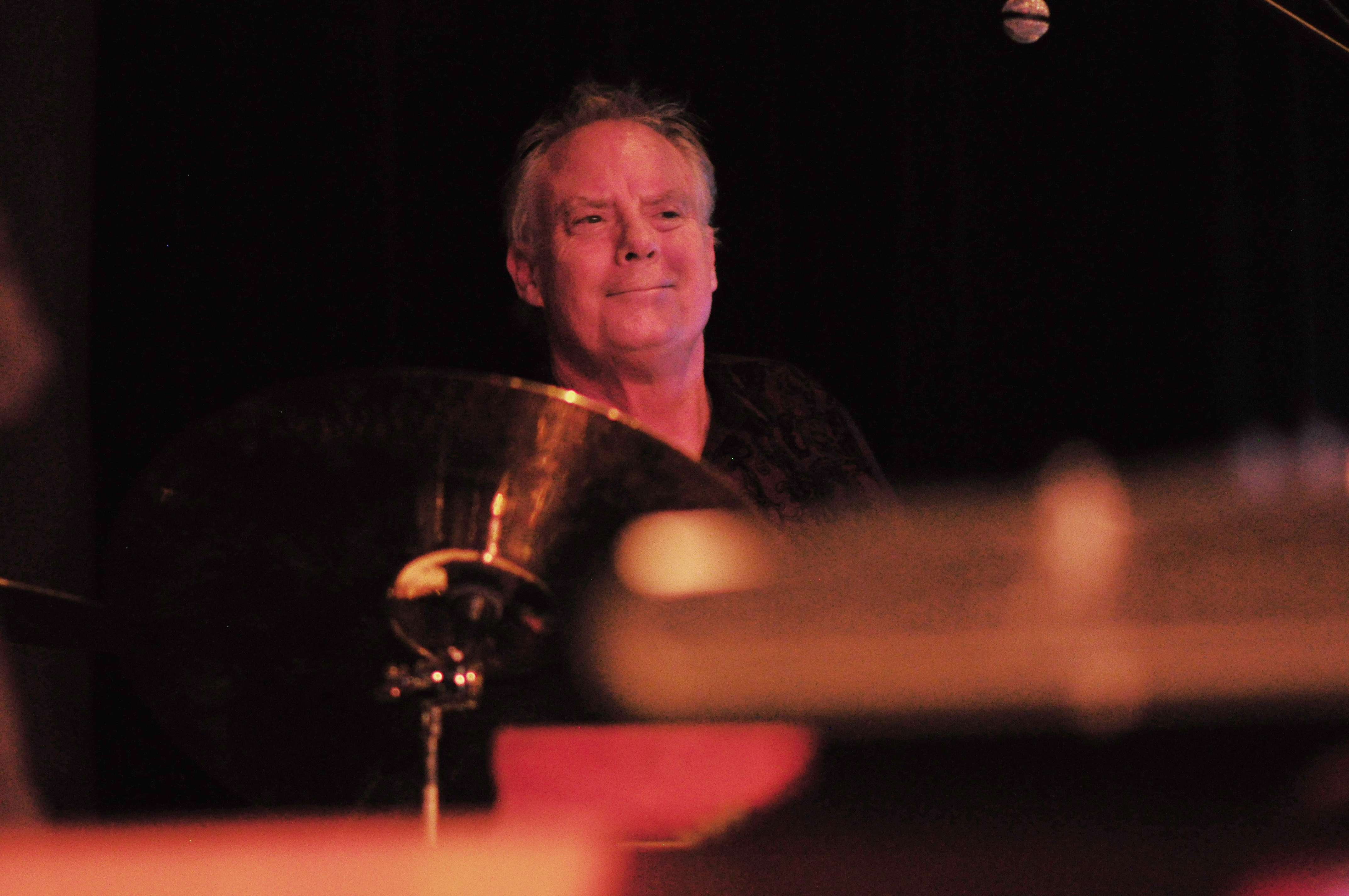
Michael Shrieve (* 1949)

- Shriever, Beth (* 1999), britische Radrennfahrerin
- Shrigley, David (* 1968), britischer Künstler
- Shrikhande, Sharadchandra Shankar (1917–2020), indischer Mathematiker
- Shrimad Rajchandra (1867–1901), indischer Dichter und Philosoph
- Shrimpton, Chrissie (* 1945), englisches Model und Schauspielerin
- Shrimpton, Jean (* 1942), britisches Model
- Shrimpton, Mike (1940–2015), neuseeländischer Cricketspieler
- Shriner, Kin (* 1953), US-amerikanischer Schauspieler
- Shriner, Scott (* 1965), US-amerikanischer Musiker
- Shrinivas, U. (1969–2014), indischer Mandolinist
- Shrivastava, Aseem, indischer Umweltökonom, Philosoph und freier Schriftsteller
- Shriver, Garner E. (1912–1998), US-amerikanischer Politiker
- Shriver, Lionel (* 1957), US-amerikanische Schriftstellerin und Journalistin
- Shriver, Loren (* 1944), US-amerikanischer Astronaut
- Shriver, Maria (* 1955), US-amerikanische Journalistin und AutorinMaria Shriver (* 1955)

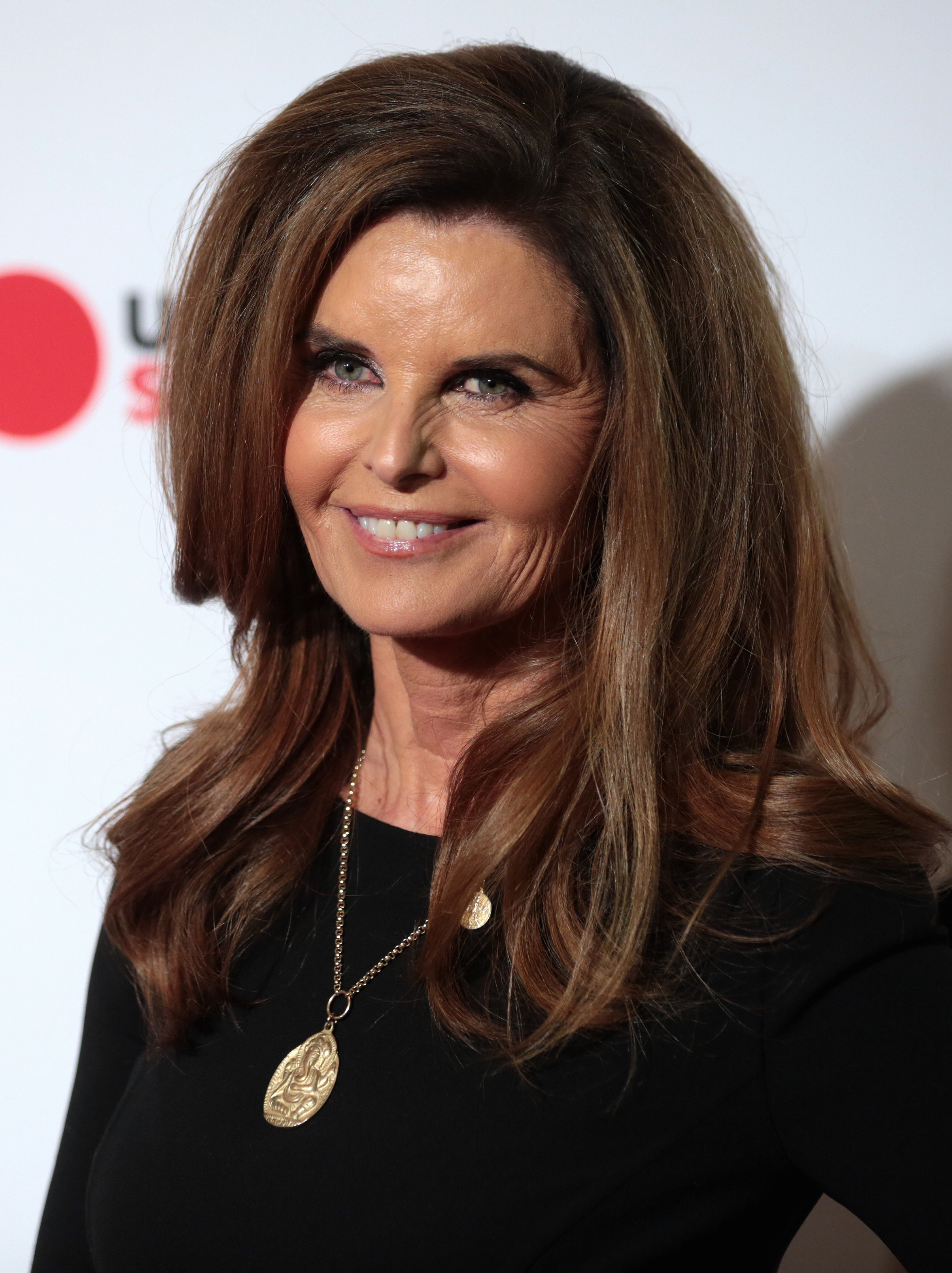
Maria Shriver (* 1955)

- Shriver, Matt (* 1980), US-amerikanischer Cyclocross- und Straßenradrennfahrer
- Shriver, Pam (* 1962), US-amerikanische Tennisspielerin
- Shriver, Sargent (1915–2011), amerikanischer Politiker

### Shro
- Shrock, Robert R. (1904–1993), US-amerikanischer Paläontologe und Geologe
- Shroff, Jackie (* 1957), indischer Schauspieler
- Shroff, Kyra (* 1992), indische Tennisspielerin
- Shroff, Tiger (* 1990), indischer Schauspieler und Meister der Kampfkünste
- Shroud (* 1994), polnisch-kanadischer Streamer, Webvideoproduzent und E-Sportler
- Shroyer, Ronald (* 1941), US-amerikanischer Komponist, Musikpädagoge, Dirigent, Flötist und Saxophonist
- Shroyer, Sonny (* 1935), US-amerikanischer Schauspieler

### Shru
- Shrubb, Alfred (1879–1964), britischer Leichtathlet
- Shrubsole, Anya (* 1991), englische Cricketspielerin
- Shruti Rajya Laxmi Devi Shah (1976–2001), nepalesische Prinzessin

### Shry
- Shryock, Richard Harrison (1893–1972), US-amerikanischer Medizinhistoriker